# پاتریک دمین
پاتریک دمین (انگلیسی: Patrik Demjén؛ زادهٔ ۲۲ مارس ۱۹۹۸) بازیکن فوتبال اهل مجارستان است.
از باشگاه‌هایی که در آن بازی کرده‌است می‌توان به باشگاه فوتبال ام‌تی‌کی بوداپست اشاره کرد.
وی همچنین در تیم ملی فوتبال زیر ۲۱ سال مجارستان بازی کرده‌است.